# Sisillius Ier
 Sisillius Ier  ou Seisyll (I) ap Gwrst est un roi légendaire de l’île de Bretagne (actuelle Grande-Bretagne), dont l’« histoire » est rapportée par Geoffroy de Monmouth dans son Historia regum Britanniae (vers 1135).

## Contexte
Ce roi est nommé Sisillius par Geoffroy de Monmouth qui ne précise par sa parenté et ne fournit aucune information sur son règne. Il succède à Gurgustius [Gwrwst] et a comme successeur Iago, neveu de Gurgustius, qui à son tour a comme successeur Kinmarcus [Cynfarch] fils de Sisillius .
Les auteurs postérieurs le nomment Seisyll et en font le fils de Gurgustius ou Gwrwst, notamment la version  Cleopatra du Brut y Tywysogion ainsi qu'également plusieurs chroniqueurs anglais, comme Pierre de Langtoft († vers 1300) (Rolls, p.380), Robert Mannyng (en) († vers 1338), John Hardyng (†  1465). Mais Robert Fabyan (en), (†  vers 1512), Richard Grafton  († 1573), et Raphael Holinshed († vers 1580) en font le frère de Gurgustius.

## Sources
- Geoffroy de Monmouth Histoire des rois de Bretagne, traduit et commenté par Laurence Mathey-Maille, Édition Les belles lettres, coll. « La roue à livres », Paris, 2004,  (ISBN 2-251-33917-5)
- (en) Peter Bartrum, A Welsh classical dictionary: people in history and legend up to about A.D. 1000, Aberystwyth, National Library of Wales, 1993 (ISBN 9780907158738), p. 666  SEISYLL (I) (ap GWRWST), fictitious king of Britain. (735-721 B.C.)